# Ficomila gambiensis
Ficomila gambiensis är en stekelart som först beskrevs av Jean Risbec 1955.  Ficomila gambiensis ingår i släktet Ficomila och familjen kragglanssteklar. Inga underarter finns listade i Catalogue of Life.